# قصر أولاد مهدي
قصر أولاد مهدي هو قصر يوجد في بني عباس، ولاية بشار الواقعة جنوب الجزائر.
تأسس القصر خلال القرن 14 م على يد المهدي بن يوسف وابنيه سعيد ويوسف، بقو في هذا القصر حوالي ثلاث إلى اربع قرون أي حتى مجيئ سيدي محمد بن عبد السلام وبناء قصر موحد.
يعتبر هذا القصر إلى جانب قصور بني حسان من الأقدم في المنطقة، تعرض سكانه قبل بناء قصر بني عباس إلى هجومات الرحل خلال الخريف من كل سنة. بعد بناء قصر بني عباس هجر القصر جزئيا على عكس قصر اولاد رحو الذي هجر كليا.

هذا القصر مندثر الآن بشكل شبه كلي.